# Liu Fangzhou
Liu Fangzhou (chinesisch 刘方舟, Pinyin Liú  Fāngzhōu; * 12. Dezember 1995 in Tianjin) ist eine chinesische Tennisspielerin.

## Karriere
Liu spielt hauptsächlich auf der ITF Women’s World Tennis Tour, auf der sie bisher sechs Turniersiege im Einzel und vier im Doppel erringen konnte. Auf der WTA Tour erzielte sie ihren größten Erfolg mit dem Finaleinzug bei den Zhong Hong Jiang Xi International Women’s Open 2014, einem Turnier der WTA Challenger Series. Ihre beste Weltranglistenplatzierung erreichte sie im April 2017 mit Rang 127.
2014 gehörte sie zum Aufgebot der chinesischen Fed-Cup-Mannschaft; bei vier Einsätzen bislang gelang ihr ein Sieg.

## Turniersiege

### Einzel
| Nr. | Datum             | Turnier             | Kategorie   | Belag     | Finalgegnerin      | Ergebnis      |
| --- | ----------------- | ------------------- | ----------- | --------- | ------------------ | ------------- |
| 1.  | 16. November 2014 | Bendigo             | ITF $50.000 | Hartplatz | Risa Ozaki         | 6:4, 6:3      |
| 2.  | 13. März 2016     | Nanjing             | ITF $10.000 | Hartplatz | Tian Ran           | 6:3, 6:2      |
| 3.  | 15. Juli 2018     | Tianjin             | ITF $25.000 | Hartplatz | Lu Jingjing        | 3:6, 6:3, 6:3 |
| 4.  | 10. April 2022    | Scharm asch-Schaich | ITF W15     | Hartplatz | Yang Yidi          | 6:2, 7:65     |
| 5.  | 15. Mai 2022      | Monastir            | ITF W15     | Hartplatz | Ayumi Koshiishi    | 6:4, 7:5      |
| 6.  | 26. März 2023     | Monastir            | ITF W15     | Hartplatz | Martina Spigarelli | 6:2, 6:3      |

### Doppel
| Nr. | Datum            | Turnier   | Kategorie | Belag     | Partnerin     | Finalgegnerinnen                       | Ergebnis           |
| --- | ---------------- | --------- | --------- | --------- | ------------- | -------------------------------------- | ------------------ |
| 1.  | 7. Mai 2022      | Monastir  | ITF W25   | Hartplatz | Erika Sema    | Nigina Abduraimova Alexandra Pospelowa | 6:3, 6:2           |
| 2.  | 18. Februar 2023 | Monastir  | ITF W15   | Hartplatz | Lee Ya-hsin   | Fernanda Labraña Elena Milovanović     | 6:3, 7:612         |
| 3.  | 4. März 2023     | Monastir  | ITF W15   | Hartplatz | Naho Satō     | Eleni Christofi Paris Corley           | 6:4, 6:1           |
| 4.  | 24. Februar 2024 | Traralgon | ITF W35   | Hartplatz | Mana Kawamura | Sayaka Ishii Lanlana Tararudee         | 64:7, 6:3, [13:11] |